# فانتزی دوبرابر
«فانتزی دو برابر»، «دوچندان فانتزی» یا «فانتزی مضاعف» (به انگلیسی: Double Fantasy) آلبومی از هنرمند اهل بریتانیا جان لنون و همسرش یوکو اونو است که سال ۱۹۸۰ میلادی منتشر شد. آلبوم در ابتدا توجه اندکی را جلب کرد امّا سه هفته پس از انتشار این آلبوم، با به قتل رسیدن جان لنون، آلبوم به دلیل همزمانی که با قتل جان لنون پیدا کرد به شهرت رسید، بطوریکه به موفقیتی جهانی در فروش دست یافت و عنوان بهترین آلبوم سال ۱۹۸۱ و جایزه گرمی بهترین آلبوم سال را در سال ۱۹۸۱ از آن خود کرد.